# Hendrika (schip, 1913)
De HENDRIKA is een wachtschip van Scoutinggroep Matthijs Heldt in Zevenbergen. Het is als varend monument ingeschreven in het Register van de Federatie Varend Erfgoed Nederland.
Het schip heeft een groot voordek en brede gangboorden om, toen het nog voor het goederenvervoer gebruikt werd, behalve in het ruim ook vaten aan dek en in de gangboorden te kunnen vervoeren.
In het ruim zijn tegenwoordig 30 slaapplaatsen gebouwd, een keuken en een toilet. Om de lelievletten aan dek te kunnen zetten wordt een Deutz eencilinderdieselmotor gebruikt uit 1956.
Het schip wordt eens per jaar gebruikt als de plaatselijke pakjesboot bij de intocht van Sinterklaas.

## Geschiedenis
Van 1913 tot 1968 heeft heeft het schip in beurtvaart tussen Rotterdam en Zeeland / Noord- Brabant gevaren, met als thuishaven Zevenbergen. De eigenaar liet het schip in 1953 met bijna drie meter verlengen en de Kromhout motor vervangen door een twee keer zo sterke Imob La Roche. Dit is een motor met een laag toerental (max. 230 omw/min) en wordt op lucht gestart. In 1968 heeft de schipper gebruik gemaakt van de toen geldende saneringsregeling en is het schip uit de beroepsvaart gegaan. Een aantal vrijwilligers heeft het van de sloop gered en sindsdien is het in gebruik als wachtschip. In 2008 is het ruim aangepast aan de vigerende veiligheidseisen.

## Liggers Scheepmetingsdienst[4]
| Meetnummer | District en volgnr. | Meetdatum        | Meetplaats  | Lengte [m] | Breedte [m] | Inzinking [m] | Waterverplaatsing [ton] | Naam     | Eigenaar                                                | Domicilie   |
| ---------- | ------------------- | ---------------- | ----------- | ---------- | ----------- | ------------- | ----------------------- | -------- | ------------------------------------------------------- | ----------- |
| Zb919N     | Zevenbergen 919     | 28 november 1913 | Zevenbergen | 21,50      | 4,66        | –             | 72,850                  | HENDRIKA | Franciscus Kraak                                        | Zevenbergen |
| R13684N    | Rotterdam 13684     | 23 november 1942 | Rotterdam   | 21,50      | 4,65        | 1,68          | 73,012                  | HENDRIKA | N.V. Mij. tot Exploitatie der stalen motorboot Hendrika | Zevenbergen |
| R19960N    | Rotterdam 19960     | 21 mei 1954      | Zevenbergen | 24,45      | 4,68        | 1,75          | 98,169                  | HENDRIKA | Scoutinggroep Matthijs Heldt                            | Zevenbergen |